# Agriculture en Angola

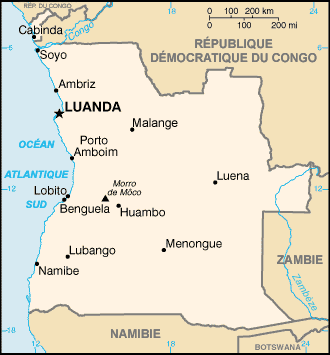
Carte de l'Angola.

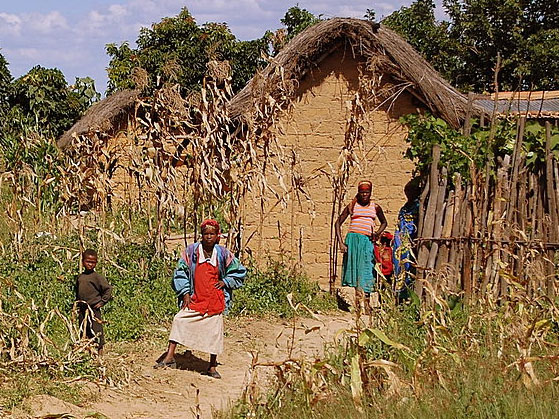
Producteurs de miel angolais en 2007.

L'agriculture en Angola est un secteur important de l'économie du pays. Avec des sols fertiles, un climat favorable et environ 57,4 millions d'hectares de terres agricoles, dont plus de 5 millions d'hectares de terres arables.
L'agriculture en Angola doit relever des défis tels que la faible productivité et les rendements agricoles. Le secteur agricole est essentiel pour la subsistance de plus de la moitié de la population en qui habite en zone rurale.

## Histoire
Avant son indépendance du Portugal en 1975, l'Angola a une tradition d'agriculture familiale autosuffisante pour les principales cultures vivrières, à l'exception du blé. Le pays exporte du café et du maïs, ainsi que des cultures comme le sisal, la banane, le tabac et le manioc.
À la fin de la période coloniale, au nord, on cultivait le manioc, le café et le coton ; dans les hauts plateaux du centre, le maïs ; et dans le sud, où les précipitations sont les plus faibles, l'élevage de bétail était répandu. De grandes plantations gérées par des agriculteurs commerciaux principalement portugais produisent de l'huile de palme, de la canne à sucre, des bananes et du sisal. Les paysans produisent également ces cultures et vendent leurs excédents aux commerçants portugais locaux en échange de fournitures. Cependant, les agriculteurs commerciaux dominent la commercialisation de ces cultures et bénéficient du soutien du gouvernement colonial sous la forme d'aide au développement, d'installations d'irrigation et de crédit financier. Ils produisaient la majorité des récoltes commercialisées localement ou exportées.
Avant 1975, l'Angola a une tradition agricole familiale autosuffisante pour les principales cultures vivrières, à l'exception du blé. Le pays exporte du café et du maïs, ainsi que des cultures comme le sisal, la banane, le tabac et le manioc. Dans les années 1990, l'Angola produit moins de 1 % du volume de café qu'il avait produit au début des années 1970, tandis que la production de coton, de tabac et de canne à sucre a pratiquement cessé. Après l’indépendance, les faibles prix du marché mondial et le manque d’investissement limitent le secteur. La guerre civile angolaise (1975-2002), la détérioration de l'économie rurale et la négligence du secteur agricole qui en résulte ont porté le coup final à la productivité agricole du pays, .
Après l'indépendance, le départ des agriculteurs et des commerçants portugais des zones rurales de l'Angola  mine la productivité agricole . En réponse, le gouvernement  créé des fermes d'État sur des terres autrefois possédées par les Portugais et fonde l'Emprêsa Nacional de Comercialização e Distribuição de Produtos Agrícolas – Encodipa (Société nationale de commercialisation et de distribution de produits agricoles). Aucune de ces mesures ne s'avère efficace et, en 1984, le gouvernement  supprime progressivement les fermes d'État et confie la production aux agriculteurs individuels. En décembre 1985, le gouvernement privatise la majeure partie du commerce rural et créé des stations de développement agricole en facilitant l'accès aux crédits bancaires.
À la fin de 1985, la Direction de la commercialisation agricole contrôle 4 638 coopératives agricoles et 6 534 associations d'agriculteurs ; mais seules 93 coopératives et 71 associations sont opérationnelles.
À la fin des années 1980, le pays rencontre des difficultés pour relancer la production agricole. En 1988, le départ des Portugais, l'exode rural et l'isolement  des zones agricoles stoppent la production commerciale de cultures de rente comme le café et le sisal, ainsi que la production de céréales de subsistance. La production stagne en raison de difficultés de commercialisation et de transport ; les pénuries de semences, d'engrais et de biens de consommation destinés au commerce avec les paysans ; et l'impact de la guerre sur les plantations, les récoltes et les rendements. Les mines terrestres et la peur des attaques contraignent les paysans à réduire les superficies cultivées, en particulier les champs éloignés de leurs villages. De plus, la migration interne des paysans vers des zones plus sûres entraîne une sur culture et une diminution des rendements.
A la fin de 1987, il y a vingt-cinq stations de développement fournissant des services aux producteurs paysans dans dix provinces, et quatre autres étaient en cours de création.
Dans les années 1990, l'Angola produit moins de 1 % du volume de café  produit au début des années 1970, tandis que la production de coton, de tabac et de la canne à sucre a pratiquement cessé. Les faibles prix du marché mondial et le manque d’investissement limitent le secteur depuis l’indépendance.
La guerre civile angolaise (1975-2002), la détérioration de l' économie rurale et la négligence du secteur agricole  portent un coup fatal à la productivité agricole du pays. Pendant la guerre civile, les petits agriculteurs se sont tournés vers une agriculture de subsistance.
Depuis 1977 et  jusqu'à la fin de la guerre, l'Angola est tributaire des importations commerciales. L'agriculture angolaise est désormais en expansion en raison de la fin de la guerre civile angolaise (2002) et de la croissance des investissements étrangers dans le secteur. Toutefois, le retour à la productivité dans les zones rurales s’avère difficile. De vastes zones ne peuvent pas être cultivées à cause des mines terrestres. Les infrastructures dans les zones rurales sont limitées et il existe peu d’incitations pour les inciter à retourner à l’agriculture.
De 2003 à 2004, 2,9 millions d’hectares de terres agricoles sont cultivés. La contribution de l'agriculture au produit intérieur brut (PIB) , y compris la foresterie et la pêche, s'élève à environ 8 %. Les deux tiers de la population dépendent de l’agriculture. Environ 80 % des agriculteurs du pays sont de petits exploitants qui cultivent de  petites parcelles de terre, avec une faible productivité agricole.

## Café
Autrefois le café était le principal produit d'exportation du pays.. En 1985, les exportations de café  tombent à 8 % de leur niveau de 1973. Sous le régime colonial, environ 2 500 grandes exploitations commerciales et 250 000 paysans sont impliqués dans la culture du café. Lors des combats de 1975-1976, les propriétaires, les gérants et les techniciens qualifiés, ainsi que la majeure partie de la main-d'œuvre migrante, abandonne les plantations de café nationalisées.
Souffrant d'un manque de compétences  et de pénurie de main d'œuvre, ces plantations  enregistrent des pertes. En 1985, les trente-quatre sociétés de café d’État produisent 8 890 tonnes de café et dépendent des subventions gouvernementales pour rester en activité. Cette année-là, le gouvernement commercialise 4 700 tonnes provenant des producteurs paysans.
En 1983, le gouvernement adopte un programme d'urgence pour relancer l'industrie du café. Les sociétés locales de café, plutôt que la Société nationale du café (Emprêsa Nacional de Café—Encafe), se voient confier la responsabilité de gérer les plantations de café. L'aide à ces efforts a été obtenue auprès de la Caisse Centrale de Coopération Economique (CCCE) et de deux organisations des Nations Unies, le PAM et l'Organisation pour l'alimentation et l'agriculture (FAO). Le PAM a reçu 14,3 millions de dollars sur un plan quinquennal (1983-1987) pour payer les travailleurs du café en nourriture plutôt qu'en monnaie locale afin de décourager l'absentéisme des travailleurs, l'un des problèmes de l'industrie. Le gouvernement, dans le cadre de son programme de libéralisme économique, confie la commercialisation du café à des organisations locales plutôt que nationales.
En 1985, les plantations de café d'État ne disposent que d'environ 50 % de la main-d'œuvre requise en raison de l'exode rural généralisé et des salaires peu attrayants, payés en kwanzas sans valeur. L'industrie est  en proie à l'insurrection de l'UNITA, dont les attaques infligent en 1985 plus de 4 millions de dollars de dégâts aux plantations de café . Les frais élevés de transport du café et des machines ainsi que le manque d'installations pour décortiquer le café  augmentent le coût de l'ensemble du processus de production.
Le déclin des exportations de café au milieu des années 1980 résulte en grande partie de l’épuisement des stocks . Depuis 1983, les exportations vers les membres de l'Organisation internationale du Café (OIC) restent stables , mais les exportations vers les pays non membres de l'OIC, dont l'Allemagne de l'Est  ont diminué. La chute des ventes sur le marché non-OIC a érodé les revenus du café. La dépression du marché mondial du café exacerbe le déclin de la production et des exportations ; de février 1986 à août 1987, les prix indicatifs de l'OIC ont chuté de plus de 20 %.
La réhabilitation des plantations a été lancée depuis 2000, mais les investissements nécessaires pour remplacer le verger sont estimés à 230 millions de dollars. Avec l'ouverture de nouvelles routes, l'activité industrielle dans la province caféière est en train de prendre forme.

## Cultures vivrières et élevage

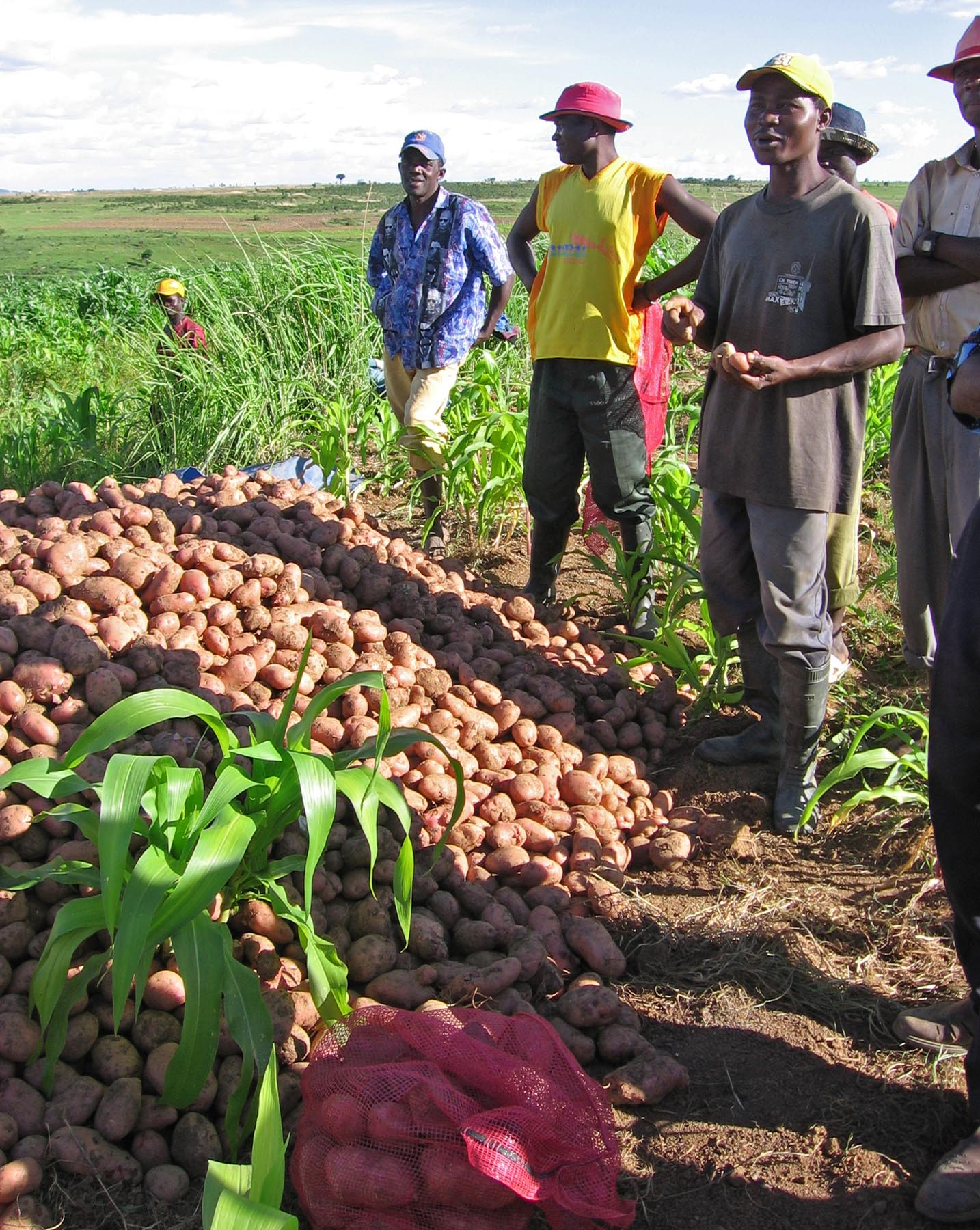
Producteurs de patates douces en 2011.

Le déclin de la production vivrière  et la croissance  de la population urbaine  provoque une crise alimentaire dans les villes. Au milieu des années 1980, les citadins dépendent  des importations de céréales, et les quelque 600 000 personnes déplacées en milieu rural dépendent  de l'aide alimentaire fournie par des donateurs étrangers. En 1986, la production locale de céréales couvre  la moitié des besoins nationaux , totalise environ 300 000 tonnes, soit environ 60 % de la moyenne annuelle du milieu des années 1970. La baisse de la production est le résultat de problèmes  liés à la guerre, notamment la détérioration des transports et le manque d'incitations commerciales pour les producteurs paysans. À la fin des années 1980, la malnutrition est répandue.
Comme le reste de l’Afrique australe, le pays est exposé depuis plusieurs années à des épisodes de sécheresse qui affectent la production agricole et menacent la sécurité alimentaire des populations. Les petits éleveurs sont en outre chassés de leurs terres par les grands propriétaires et se retrouvent dans une situation de grande pauvreté, exposés à la faim et aux maladies (en étant souvent contraints de se nourrir de plantes sauvages).
Au début des années 1980, la production animale est passée de 36 500 tonnes abattues en 1973 à  5 000 tonnes. Cette diminution est le résultat du départ des agriculteurs, des perturbations  dues à la guerre et la détérioration des installations et des services, en particulier les vaccinations, essentielles à la production animale. En 2020, le cheptel bovin de l'Angola atteint 5,12 millions de têtes. L'année précédente, 5,08 millions de têtes de bétail étaient élevées. En général, le cheptel bovin augmente depuis 2010, année où l'on compte 4,5 millions de têtes de bétail.

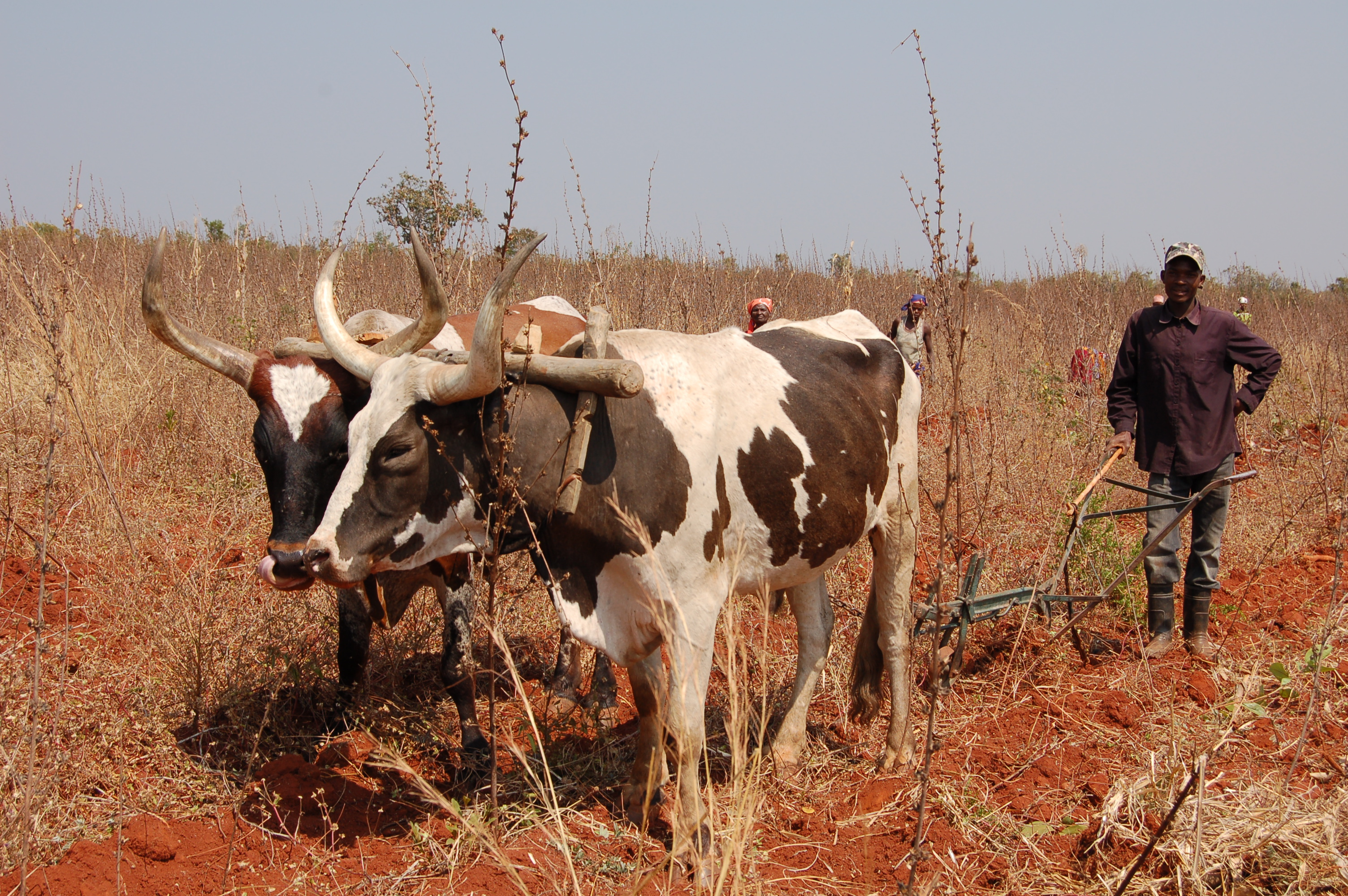
Bœufs sous la charrue
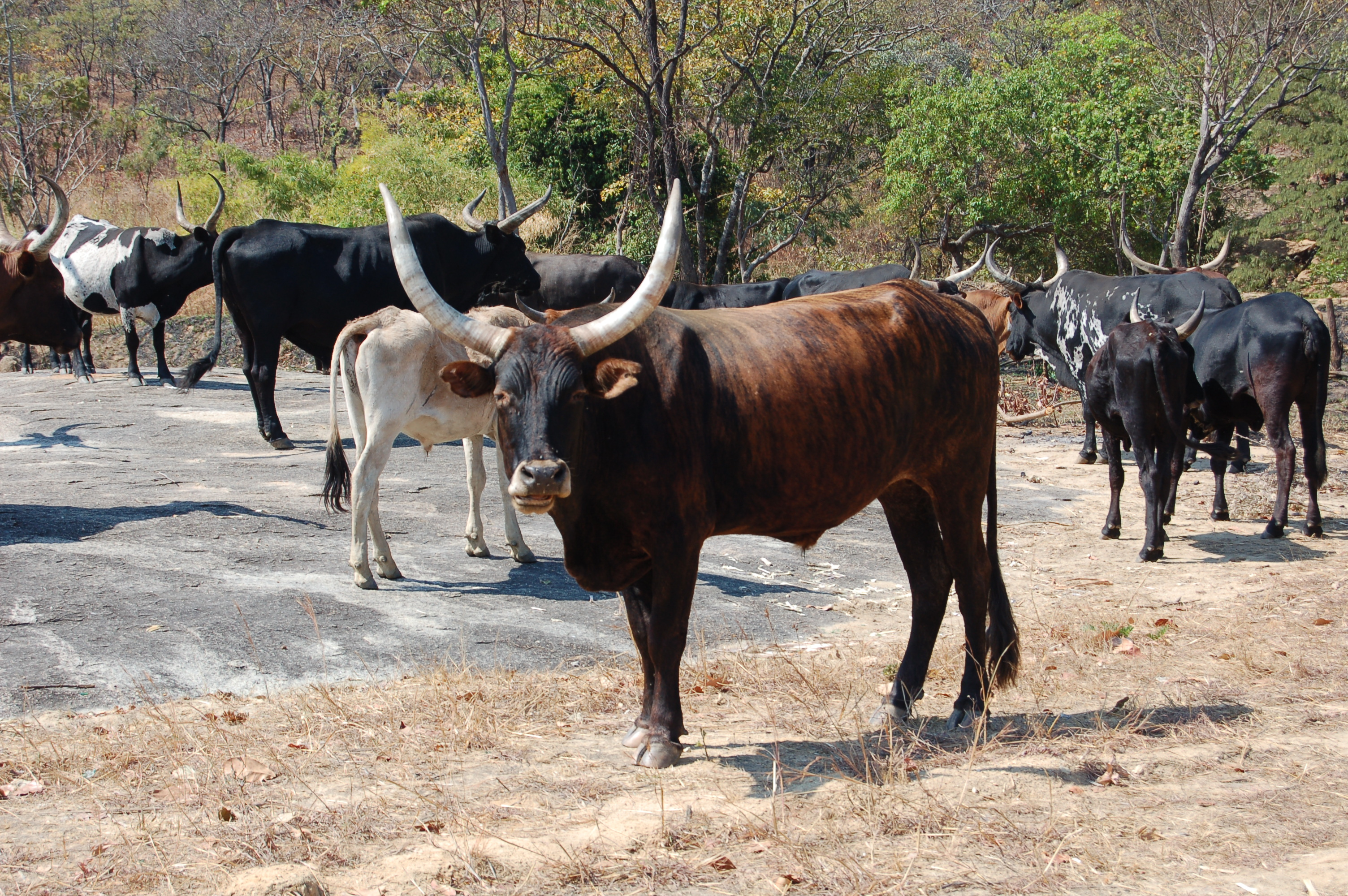
Bœufs abreuvés
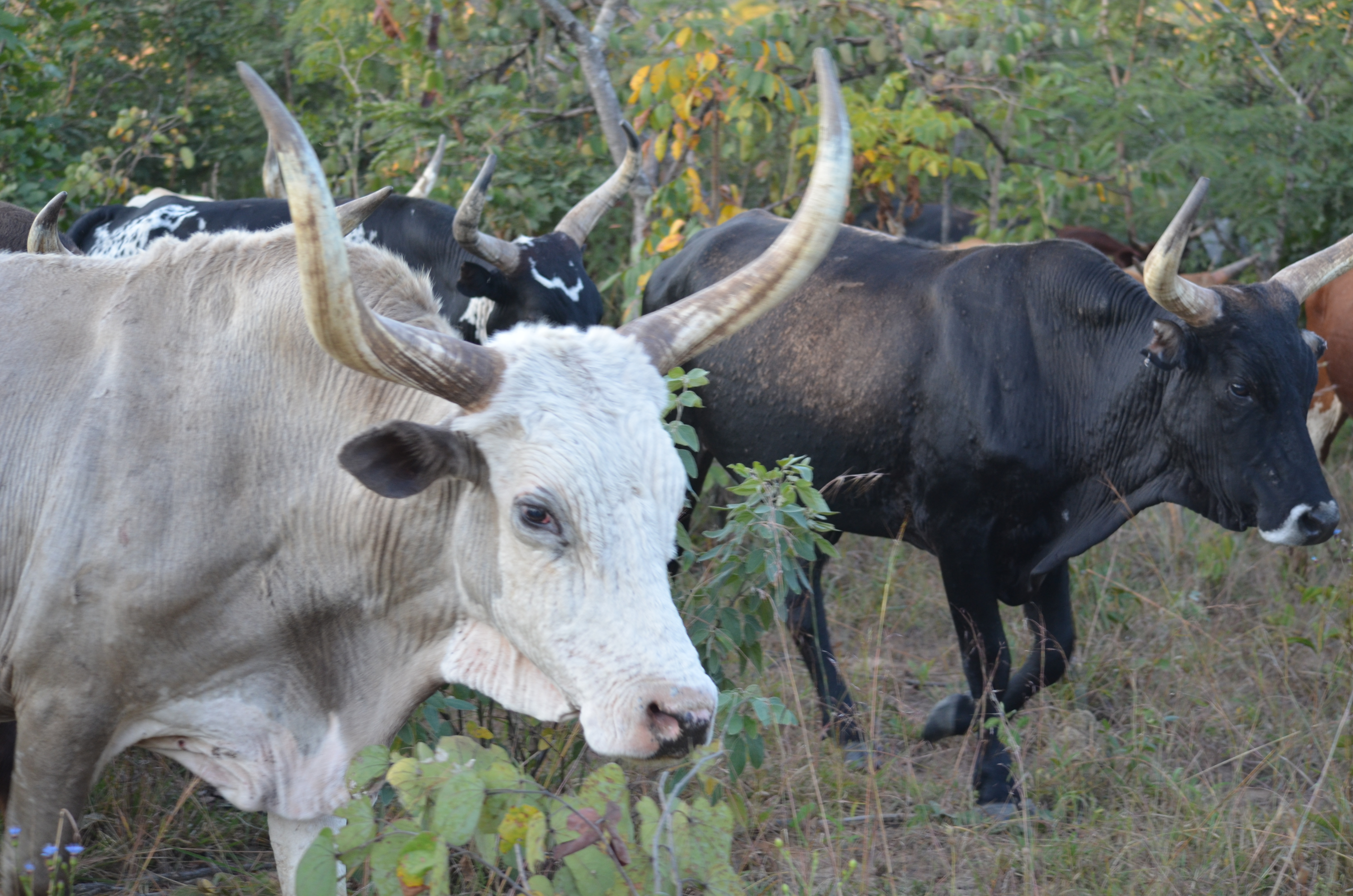
Des bœufs rentrent à la maison après avoir pâturé
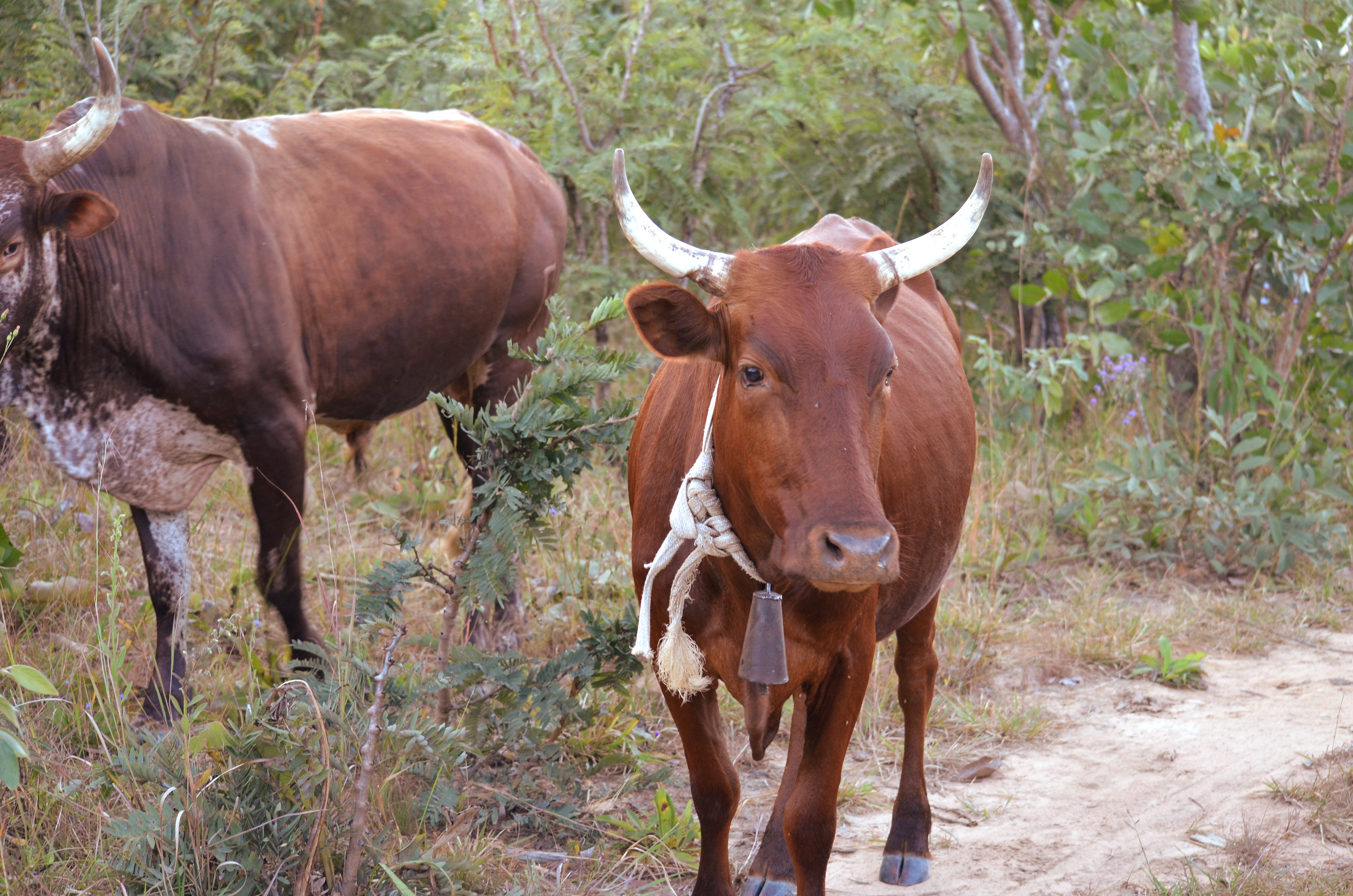
Des bœufs rentrent à la maison après avoir pâturé
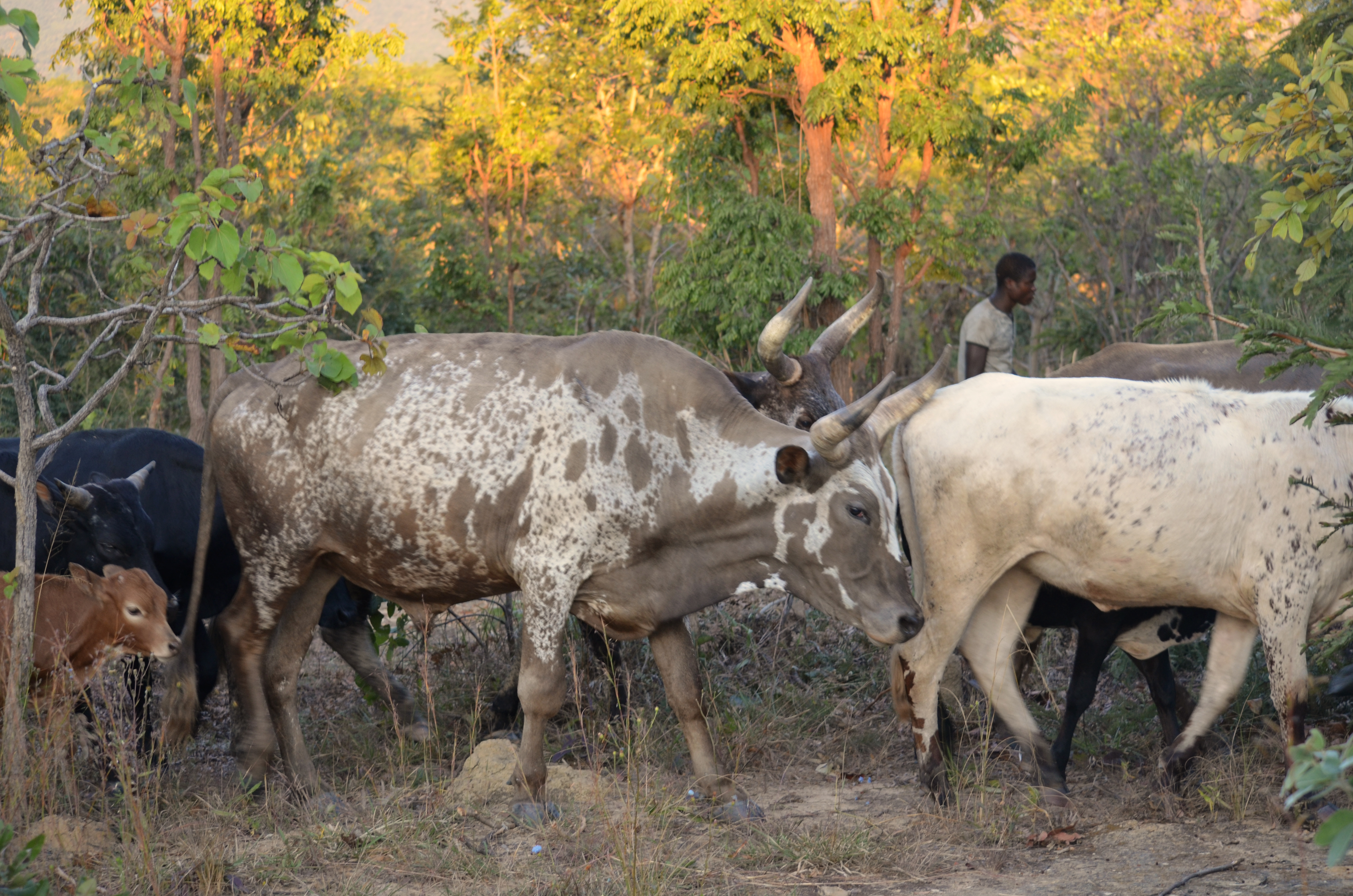
Des bœufs rentrent à la maison après avoir pâturé
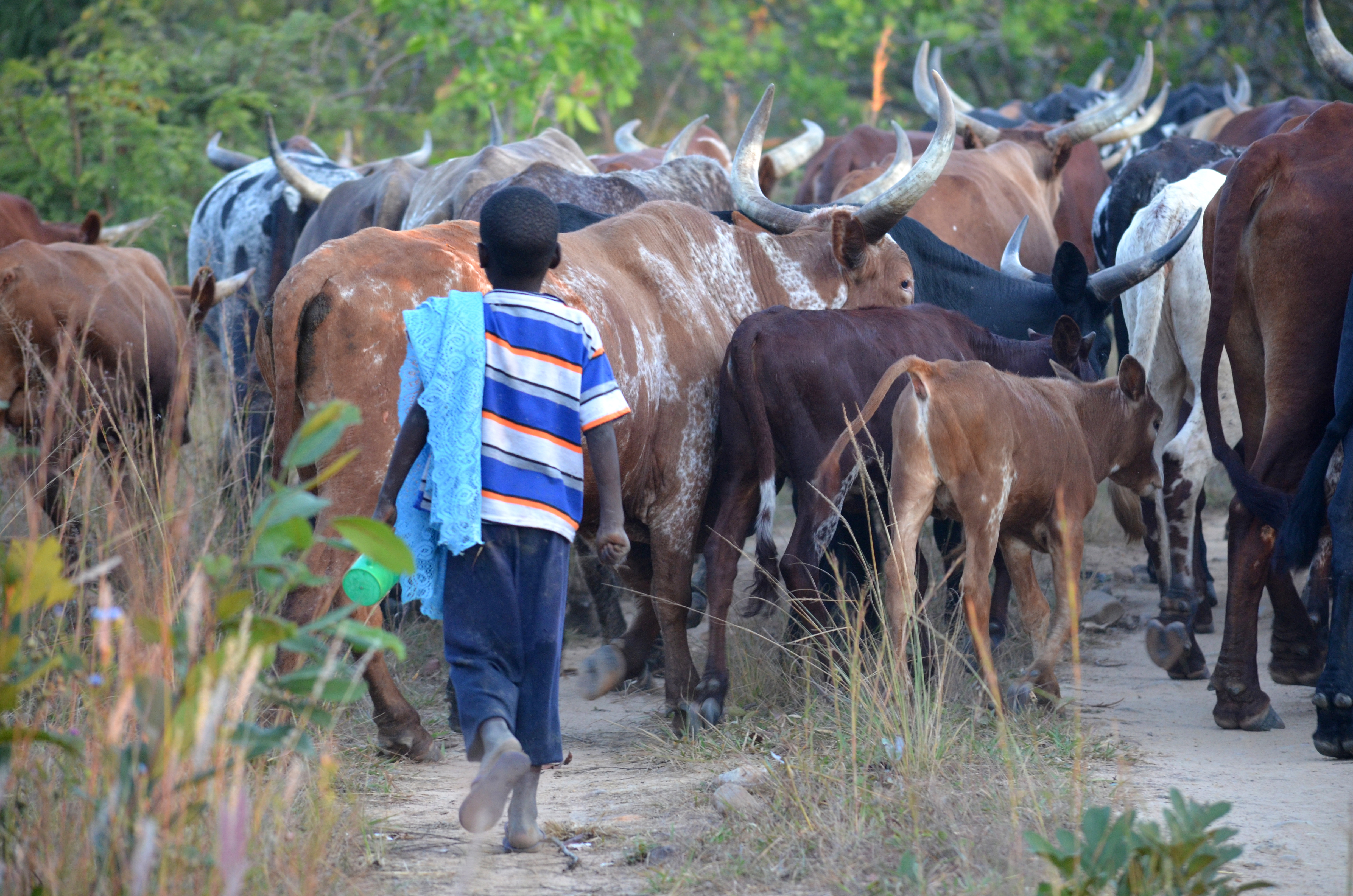
Un jeune berger apprend son métier

## Production
L'Angola a produit, en 2018

L'Angola compte la neuvième plus forte proportion au monde de femmes travaillant dans l'agriculture, la foresterie et la pêche.

- 8,6 millions de tonnes de manioc (9ème producteur mondial) ;
- 3,5 millions de tonnes de banane (7ème producteur mondial, ou 10ème si l'on considère avec Banane plantain ) ;
- 2,2 millions de tonnes de maïs ;
- 1,2 million de tonnes de patate douce (10ème producteur mondial) ;
- 721 mille tonnes de pomme de terre ;
- 597 mille tonnes d'ananas (13ème producteur mondial) ;
- 572 mille tonnes de canne à sucre ;
- 355 mille tonnes de choux ;
- 314 mille tonnes de haricot ;
- 280 mille tonnes d'huile de palme ;
- 154 mille tonnes d'arachide ;

En plus de petites productions d'autres produits agricoles, comme le café (16 mille tonnes).